# 轉世傳承
轉世傳承，又稱祖古傳承，藏傳佛教寺院中一種傳統的繼承制度，最早起源於噶舉派，後來擴及藏傳佛教的所有宗派中。在原有的修行者過世後，經過某些宗教儀式，以找出可能的新任的繼承者們。這其中一位繼承者經過訓練與眾人的承認後，他會被認為是原任修行的轉世，得以享受有他的頭銜，與繼承一切宗教及政治上的權利義務。
轉世傳承者被通稱為祖古、靈童、活佛，但他們通常也會被冠上其他的宗教頭銜，如仁波切、堪布。

## 藏傳佛教理論
佛教認為，人死去以後，「識」會離開人體，經過一些過程以後進入另一個剛剛開始的新生命體內，該新生命體可以是人類，也可以是動物、鬼、神。这被称为轮回。佛教認為，人只有到達涅槃的境界方可擺脫輪迴，其他人在死亡後，會依據他先前的業，決定他如何轉世。但是密宗修行者可以通過修行頗瓦法，來自由選擇下一世輪迴轉世的地方，因此他能夠利用轉世傳承的方法，不斷的累積自己的修行，直到成佛。

## 歷史源流
佛教傳入西藏之後，藏人普遍相信前後世的存在，也形成對聖者前世不同化身中利益眾生的功德，進行祈願和隨喜的傳統，並出現很多傳誦觀世音菩薩本生故事的經典。如：古代西藏典籍《嘛尼全集》和《五部箴言》，以及阿底峽尊者蒞臨西藏時（十一世紀）的著作：《珠寶之鏈》和《噶當弟子問道錄》等。 
藏傳佛教中，最早建立傳承制度的是薩迦派，但是他們並非轉世傳承，而是以家族傳承的方式，由昆氏家族中的男性中抽籤選出。他們的領導者被稱為“王位持有者”或“薩迦法王”。
十三世紀初，藏傳佛教的轉世肇始于噶舉派（白教）的噶瑪巴世系，至今已經傳到了第十七世噶瑪巴。在噶舉派首創轉世傳承制度之後，寧瑪派與格魯派修行者紛紛跟進，形成了當今廣泛的轉世認證傳統。在明清之際出現許多轉世傳承。達賴被認為是自1391年以來經歷了13次轉世，而班禪經歷了10次轉世。现在，在藏傳佛教薩迦、格魯、噶舉、寧瑪、覺囊、珀東等宗派，以及苯教中，有很多轉世喇嘛肩負著護持教法的重任。

## 建立認證制度
一直以來，轉世盛傳於佛教傳說中，但卻在藏傳佛教中得以發揚光大，形成靈童傳統。另外，西藏原始苯教也主張前後世的理論。轉世的靈童不只是宗教領袖，也是大量寺院財產的擁有者，有勢力的地方政治領袖，因此人選的認定一直是爭議焦點。為了管理這樣的情況，格魯派在西藏取得優勢之後，第五世达赖喇嘛要求西藏所有的轉世傳承者，必須由達賴喇嘛來加以認證，新的轉世傳承也必須經過達賴喇嘛認定後才獲得承認，將之前由各地寺院自行建立轉世傳承的方式加以制度化。至於达赖本身的转世，歷來需要获得班禅认定。因历史上，达赖和班禅互为师徒。這樣的制度直至近代达赖和班禅关系破裂才停止，清朝便決定改以抽籤方式來認定活佛。1791至1793年之間，廓爾喀（今尼泊爾）軍隊入侵西藏，西藏政府請求滿清政府派兵支援；滿清官兵驅逐廓爾喀軍隊之後，滿清政府以完善西藏行政為藉口，制定《二十九條章程》，要求以“金瓶掣簽”認定達賴喇嘛、班禪喇嘛和其他呼圖克圖的轉世。。
後來認證方式即眾人使用至今的金瓶掣签。蒙古活佛哲布尊丹巴，章嘉活佛须经在北京的金瓶掣签决定，达赖和班禅的金瓶掣签使用在拉萨的金瓶举行。因為夏瑪巴參與反對清朝政府，噶瑪噶舉派傳承被廢除，因此在《欽定藏內善後章程》未規定噶瑪噶舉派的祖古噶瑪巴要參與金瓶掣簽。清朝政府随后對於轉世傳承多所限制，出現多位被禁止轉世的活佛，如準噶爾的喇嘛與噶舉派活佛夏瑪巴，因為曾經反對清朝統治，都被禁止轉世；所有轉世都必須經過清朝理藩院同意才能進行。清初在理藩院註冊的呼圖克圖有148位，清末有160位。1963年在十四世達賴喇嘛的許可之下，第十六世大寶法王認證其侄為第十四世夏瑪巴，恢復夏瑪巴的轉世傳承。
就宗教本身而言，轉世的用意為能繼續或完成上世尚未圓滿的傳教利眾事業。但在世俗角度，轉世是一種財產權、宗教及政治特權的轉移方式。轉世傳承發展為外界对轉世修行者认可的一个政治化制度，所以與傳統一對一轉世的概念不同，並不是每一个轉世修行者身後都可能获得轉世傳承的确认。

## 轉世認證的方法
在西藏轉世認證制度中，有各種轉世的認證。如：同續轉世、業願轉世、受教或加持轉世等。轉世認證的傳統建立以後，尋訪、認證的方法和途徑也逐步完善和健全。 當原任修行者過世後，寺院會使用不同的儀式，尋找活佛圓寂後出生的嬰童，從中選定一名作為先輩活佛之轉世的靈童。
靈童選擇的標準，包括了預言、遺囑、指示或特殊跡象、其他修行者的特殊感應、或是某些吉祥的預兆，尤其是寺廟中出現的徵兆。在舊有活佛圓寂之後，他的弟子即會根據這些方法來尋找靈童。在找到靈童之後，也會對他進行一些測驗，例如，檢查他出世的時間是否是老活佛圓寂的時間，測試这个孩子能不能準確無誤地講出前世的生活點滴，認得前世喇嘛中熟知的某一位、能選出喇嘛生前使用过的器物、或者回答一系列他前世可知的问题。除此之外，還有祈請聖者占卜；祈求世俗護法的神諭；觀察拉姆拉措湖和其他護法之魂湖等很多方法和途徑。當出現一個以上的靈童候選人，難以斷定之時，也有在佛象聖物前，舉行“食團問卜”（或稱“麵團球占卜”－譯者）決定的慣例。 最後靈童會被迎入寺中，在成年後，經過坐床儀式，正式繼承先輩活佛的宗教地位。

## 現代發展
西藏的轉世傳承制度，是由各地寺院獨立發展，所以各自擁有自己的傳承與制度。傳統上所有這些傳承是要經由各教派的最高領導人加以認證，而西藏最高的宗教政治領袖－達賴喇嘛，擁有最終的認證權力，他也有權中止轉世傳承。但清朝時期西藏的政治權利被清廷所控制，活佛認定開始由中央直接管理，到了現代一樣需經過中央批准才得以讓渡，因為達賴喇嘛宣布去政治化，喪失政治上的權利，開始又有少數密宗修行者宣稱自己是新的轉世傳承，或是同一轉世傳承出現兩名以上的繼承者（如目前17世噶瑪巴與班禪），定義有陷入眾說紛紜的趨勢。

### 中華民國政府
中華民國政府在1935年所制定、2003年廢止的《管理喇嘛寺廟條例》，規定轉世者以曾經轉世者為限；其向未轉世的喇嘛非經中央政府核許，不被承認轉世。

### 中华人民共和国政府
中华人民共和国政府於2007年颁布《藏传佛教活佛转世管理办法》，对活佛转世进行严格的规定和控制，規定藏地所有的轉世傳承除教义規定，即「藏传佛教教义规定不得转世的」之外，還要接受中國政府的同意与认可，即「市级以上人民政府明令不得转世的」。然而，一些“寺庙”出于利益考虑，仍然使得假活佛层出不穷。宗教事务局为此颁布了活佛转世在线查询系统，将居住于全国的转世活佛信息登记于系统中以便信众检验。

## 各教派轉世傳承列表
- 格魯派：
  - 達賴喇嘛
  - 班禪喇嘛
  - 哲布尊丹巴
  - 章嘉呼圖克圖
  - 熱振活佛
  - 阿嘉活佛
  - 嘉木樣
  - 祈竹活佛
  - 林仁波切
  - 帕巴拉活佛
- 噶舉派
  - 噶瑪巴
  - 夏瑪巴
  - 創古仁波切
- 寧瑪派
  - 頂果欽哲